# Outros esportes do Paysandu Sport Club
A lista abaixo contém os principais títulos da história do Paysandu Sport Club em outros esportes.

## Futebol Feminino
- Paraense Sub-20: 2

(2019  e 2022)
 Campeão com 100% de aproveitamento.

## Basquetebol
| Regionais | Regionais           | Regionais | Regionais |
|           | Competição          | Títulos   | Temporadas |
| --------- | ------------------- | --------- | --- |
|           | Copa Brasil Norte   | 3         | 2008, 2015 e 2017 |
| Estaduais |                     |           | |
|           | Competição          | Títulos   | Temporadas |
|           | Campeonato Paraense | 38        | 1951, 1952, 1953, 1954, 1956, 1957, 1958, 1966, 1967, 1968, 1969, 1974, 1975, 1976, 1979, 1980, 1981, 1985, 1986, 1987, 1988, 1989, 1990, 1994, 1996, 1997, 1998, 1999, 2000, 2003, 2005, 2006, 2007, 2008, 2018, 2019, 2021 e 2022 |
|           | Copa Pará           | 1         | 2021 |

Outras Categorias
- Campeonato Paraense Sub-19: 5

(2013, 2015, 2016, 2018  e 2020)
- Campeonato Paraense Sub-17: 3

(2015, 2016  e 2017 )
- Campeonato Paraense Sub-15: 2

(2015 e 2016 )
- Campeonato Paraense Sub-14: 3

(2013, 2015 e 2016)
- Campeonato Paraense Sub-13: 3

(2015, 2019  e 2020 )
- Campeonato Paraense Sub-12: 3

(2015, 2019  e 2022 )
- Guy Peixoto em 1991, foi imortalizado com a camisa 7 como Melhor Atleta de Basquete da história da Agremiação.

## Futsal
| Regionais | Regionais            | Regionais | Regionais                                       |
|           | Competição           | Títulos   | Temporadas                                      |
| --------- | -------------------- | --------- | ----------------------------------------------- |
|           | Liga Norte de Futsal | 1         | 2005                                            |
| Estaduais |                      |           |                                                 |
|           | Competição           | Títulos   | Temporadas                                      |
|           | Campeonato Paraense  | 8         | 1956, 1963, 1968, 1970, 1972, 1979, 1992 e 2015 |

Outras Categorias
- Campeonato Paraense Sub-20: 7

(2005, 2006, 2007, 2016, 2017, 2018  e 2019 )
- Campeonato Paraense Sub-17: 3

(2006, 2013 e 2014)
- Campeonato Paraense Sub-15: 3

(2008, 2009 e 2010)
- Campeonato Paraense Sub-13: 3

(2004, 2007 e 2017)
- Campeonato Paraense Sub-11: 2

(2015 e 2022)
- Campeonato Paraense Sub-9: 1

(2017)
- Campeonato Paraense Sub-8: 1

(2017)
- Campeonato Paraense Infanto: 2

(2002 e 2003)
- Campeonato Paraense Juvenil: 1

(1988)

## Remo
| Nacionais | Nacionais                         | Nacionais | Nacionais |
|           | Competição                        | Ano       | Medalhas |
| --------- | --------------------------------- | --------- | --- |
| Brasil    | Campeonato Brasileiro Interclubes | 2021      | 1 / 3 |
| Brasil    | Campeonato Brasileiro Interclubes | 2022      | 1 |
| Estaduais |                                   |           | |
|           | Competição                        | Títulos   | Temporadas |
|           | Campeonato Paraense               | 19        | 1927, 1928, 1936, 1944, 1981, 1982, 1993, 2003, 2004, 2005, 2006, 2007, 2008, 2014, 2016, 2017, 2019, 2021 e 2022 |

## Handebol

### Masculino
| Estaduais | Estaduais           | Estaduais | Estaduais                     |
|           | Competição          | Títulos   | Temporadas                    |
| --------- | ------------------- | --------- | ----------------------------- |
|           | Campeonato Paraense | 5         | 2003, 2004, 2005, 2006 e 2007 |

### Feminino
| Estaduais | Estaduais           | Estaduais | Estaduais                                                         |
|           | Competição          | Títulos   | Temporadas                                                        |
| --------- | ------------------- | --------- | ----------------------------------------------------------------- |
|           | Campeonato Paraense | 11        | 2002, 2004, 2005, 2008, 2009, 2010, 2012, 2013, 2014, 2015 e 2018 |

- Handebol de praia: 1

(2015)
- Júnior: 5

(2007, 2008, 2009, 2010 e 2011)
- Juvenil: 3

(2006, 2007 e 2008)
- Infantil: 2

(2006 e 2007)

## Voleibol

### Masculino
| Estaduais | Estaduais           | Estaduais | Estaduais  |
|           | Competição          | Títulos   | Temporadas |
| --------- | ------------------- | --------- | ---------- |
|           | Campeonato Paraense | ?         | 2019       |

- Vôlei Master: 1

(2018)

### Feminino
| Estaduais | Estaduais           | Estaduais | Estaduais  |
|           | Competição          | Títulos   | Temporadas |
| --------- | ------------------- | --------- | ---------- |
|           | Campeonato Paraense | ?         | 2019       |

## Boliche
| Nacionais | Nacionais                         | Nacionais | Nacionais                     |
|           | Competição                        | Títulos   | Temporadas                    |
| --------- | --------------------------------- | --------- | ----------------------------- |
| Brasil    | Taça Brasil                       | 1         | 2015                          |
| Brasil    | Terceto                           | 1         | 2015                          |
| Nacionais |                                   |           |                               |
|           | Competição                        | Ano       | Medalhas                      |
| Brasil    | Campeonato Brasileiro de Seleções | 2013      | 3 / 1                         |
| Estaduais |                                   |           |                               |
|           | Competição                        | Títulos   | Temporadas                    |
| Pará      | Taça Cidade de Belém              | 5         | 2000, 2001, 2005, 2008 e 2009 |

## Natação
| Mundiais               | Mundiais   | Mundiais | Mundiais  |
|                        | Competição |          | Medalhas  |
| ---------------------- | ---------- | -------- | --------- |
| Gwangju, Coreia do Sul | Master     | 2019     | 2 / 1     |
| Nacionais              |            |          |           |
|                        | Competição |          | Medalhas  |
| Curitiba, Paraná       | Master     | 2019     | 8 / 2 / 3 |

## Natação paralímpica
| Regionais          | Regionais               | Regionais | Regionais |
|                    | Competição              |           | Medalhas  |
| ------------------ | ----------------------- | --------- | --------- |
| Pernambuco, Recife | Circuito Norte-Nordeste | 2020      | 1 / 1     |